# る
る en hiragana ou ル en katakana sont deux kanas, caractères japonais qui représentent la même more. Ils sont prononcés /ɺɯ/ et occupent la 41e place de leur syllabaire respectif, entre り et れ.

## Origine
L'hiragana る et le katakana ル proviennent, via les man'yōgana, des kanjis 留 et 流, respectivement.

## Romanisation
Selon les systèmes de romanisation Hepburn, Kunrei et Nihon, る et ル se romanisent en « ru ».

## Tracé
L'hiragana る s'écrit en un seul trait.

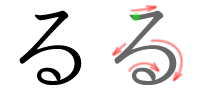
Ordre des traits pour る

1. Trait horizontal, de gauche à droite, puis trait diagonal vers la gauche, puis repartant vers la droite selon un arc de cercle presque fermé qui finit par une petite boucle.

Le katakana ル s'écrit en deux traits.

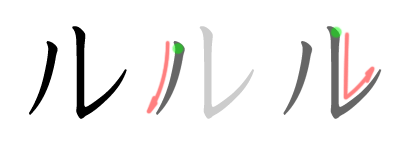
Ordre des traits pour ル

1. Trait débutant verticalement et s'inclinant vers la gauche à la fin.
2. Trait débutant verticalement à droite du premier et repartant diagonalement vers la droite à la fin.

## Représentation informatique
- Unicode[1],[2] :
  - る : U+308B
  - ル : U+30EB